# Antonio Arana

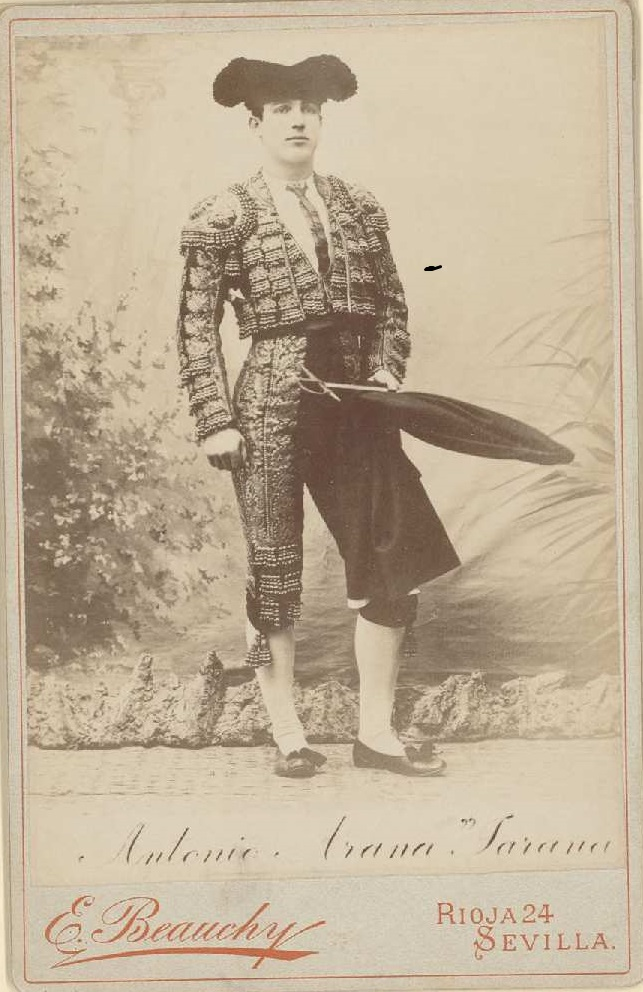
Antonio Arana, Jarana. Fotografía sobre papel albúmina de Emilio Beauchy. Biblioteca Nacional de España

Antonio Arana Carmona, «Jarana» (Sevilla, 9 de abril de 1868-9 de mayo de 1928) fue un torero español.
Tras iniciarse en capeas y como peón en cuadrillas de novilleros Fernando Gómez «el Gallo» lo incorporó como agregado en su cuadrilla para torear con él en Cuba en la temporada de 1888. Tomó la alternativa en Sevilla de manos del «Gallo» el 12 de octubre de 1890, lidiando un toro de la ganadería de Miura. En Madrid, donde no se había estrenado como novillero, tomó la alternativa el 26 del mismo mes, actuando de padrino Luis Mazzantini, quien le cedió el primer toro de la ganadería de Antonio Fernández de Heredia. 
Las temporadas 1892 y 1893 toreó en Madrid en las corridas de abono, pero en la del 4 de junio fue corneado por el toro «Distinguido» de la ganadería de Félix Gómez, resultando gravemente herido y, según las crónicas, restablecido de sus heridas, aunque volvió a los ruedos, apenas nada quedaba del sereno valor y brío juvenil del que había dado muestras anteriormente. Su arte languideció y poco a poco fue olvidado del público, trasladándose a América para sobrevivir de su profesión.  En 1910 se retiró de los ruedos tras una muy mala tarde en Montevideo.